# Chlorophorus manillae
Chlorophorus manillae är en skalbaggsart som beskrevs av Aurivillius 1911. Chlorophorus manillae ingår i släktet Chlorophorus och familjen långhorningar.
Artens utbredningsområde är Filippinerna. Inga underarter finns listade i Catalogue of Life.